# National Rugby League 1945
La New South Wales Rugby Football League de 1945 fue la 38.ª edición del torneo de rugby league más importante de Australia.

## Formato
Los clubes se enfrentaron en una fase regular de todos contra todos, los cinco equipos mejor ubicados al terminar esta fase clasificaron a la postemporada.
Se otorgaron 2 puntos por el triunfo, 1 por el empate y ninguno por la derrota.

## Desarrollo

### Tabla de posiciones
| Pos. | Equipo                        | Encuentros | Encuentros | Encuentros | Encuentros | Tantos | Tantos | Tantos | Puntos |
| Pos. | Equipo                        | PJ         | PG         | PE         | PP         | F      | C      | Dif    | Puntos |
| ---- | ----------------------------- | ---------- | ---------- | ---------- | ---------- | ------ | ------ | ------ | ------ |
| 1    | Eastern Suburbs               | 14         | 11         | 0          | 3          | 276    | 190    | +86    | 22     |
| 2    | Newtown Jets                  | 14         | 10         | 1          | 3          | 326    | 177    | +149   | 21     |
| 3    | Western Suburbs Magpies       | 14         | 8          | 1          | 5          | 238    | 192    | +46    | 17     |
| 4    | Balmain Tigers                | 14         | 6          | 4          | 4          | 252    | 202    | +50    | 16     |
| 5    | North Sydney Bears            | 14         | 8          | 0          | 6          | 188    | 175    | +13    | 16     |
| 6    | Canterbury-Bankstown Bulldogs | 14         | 4          | 1          | 9          | 217    | 285    | -68    | 9      |
| 7    | St. George Dragons            | 14         | 4          | 1          | 9          | 183    | 253    | -70    | 9      |
| 8    | South Sydney Rabbitohs        | 14         | 1          | 0          | 13         | 144    | 350    | -206   | 2      |

|  | Postemporada. |

### Postemporada

#### Playoff
| 16 de agosto | Balmain Tigers | 9 - 5 | North Sydney Bears |  |  |

#### Semifinales
| 18 de agosto | Eastern Suburbs | 28 - 13 | Western Suburbs Magpies |  |  |

| 25 de agosto | Newtown Jets | 9 - 13 | Balmain Tigers |  |  |

#### Final
| 1 de septiembre | Eastern Suburbs | 22 - 18 | Balmain Tigers | Sydney Cricket Ground, Sídney   |  |
|                 |                 |         |                | Asistencia: 44.585 espectadores |  |

| Bandera de Australia    |
| Campeón Eastern Suburbs |
| Noveno título           |